# Karl Ortmann
Friedrich Karl Ortmann (* 28. März 1859 in Düsseldorf; † 1. November 1914 in Koblenz) war ein deutscher Politiker. Er war von 1900 bis zu seinem Tod 1914 Oberbürgermeister von Koblenz und Mitglied des Preußischen Herrenhauses.

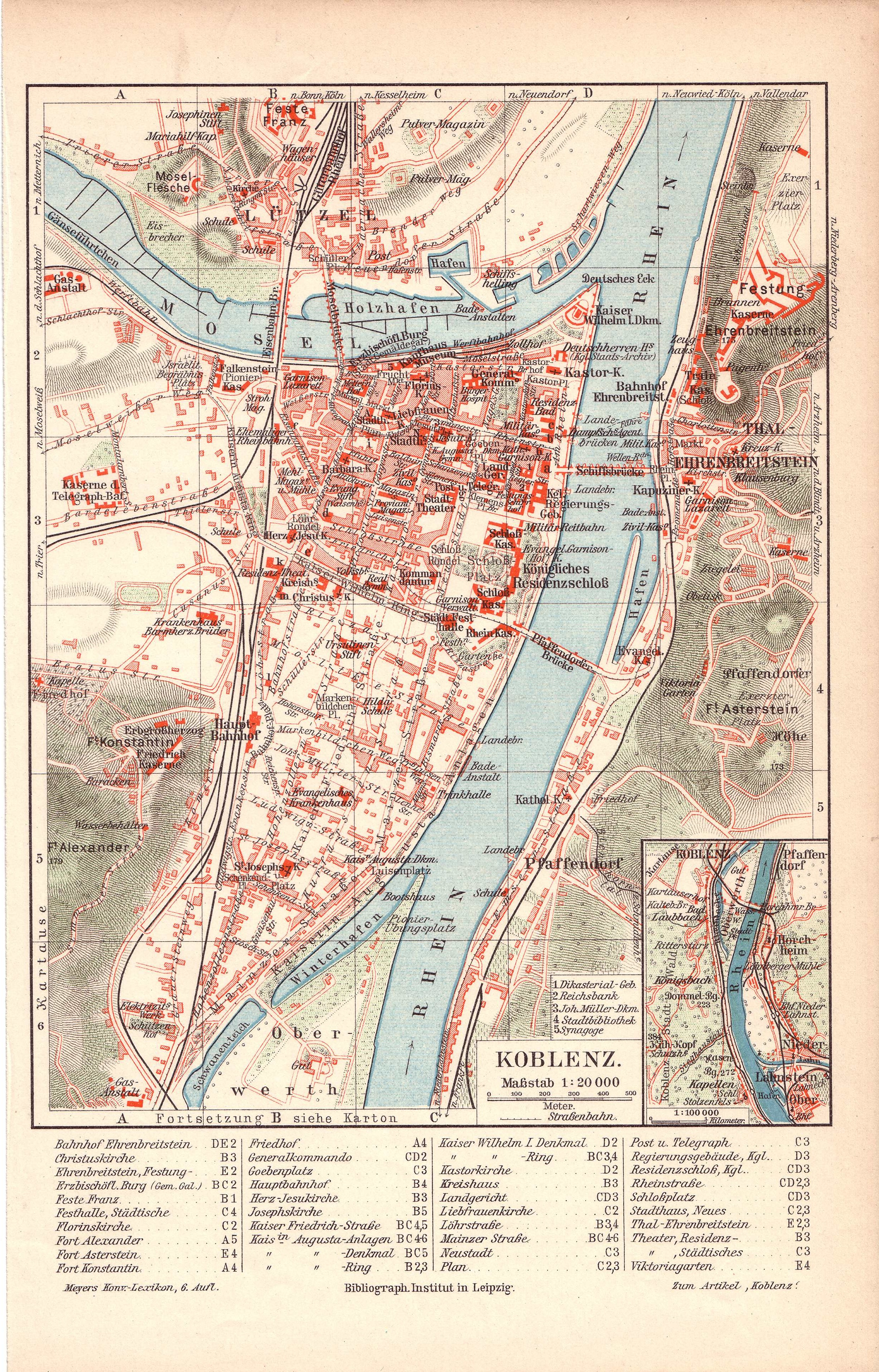
Stadtplan von Koblenz 1905

## Leben
Ortmann arbeitete schon seit 1889 für die Stadt Koblenz. Der Stadtrat wählte ihn am 13. Oktober 1900 zum Nachfolger von Emil Schüller, zunächst als Bürgermeister. Den Titel Oberbürgermeister erhielt er am 9. August 1904 verliehen. In seine Amtszeit fällt die Eröffnung der Städtischen Festhalle (1901), die Eingemeindung von Moselweiß (1902), die Eröffnung des Hauptbahnhofs (1902), der Bau der evangelischen Christuskirche (1904), der Bau des preußischen Regierungsgebäudes in den Rheinanlagen (1905), der Bau des Kaiser-Wilhelm-Realgymnasiums (1907), die Einweihung des Barbara-Denkmals (1907), der Bau der Oberpostdirektion am Friedrich-Ebert-Ring (1907) und der Bau des Gebäudes für das preußische Oberpräsidium der Rheinprovinz (1910).
Auf Empfehlung des Oberbürgermeisters ließ sich 1905 die neu gegründete Debeka in Koblenz nieder. Der erste Zeppelin landete 1909 auf der Karthause. Ortmann kaufte am 16. November 1911 das Residenzbad in der Kastorpfaffenstraße. Es war bis zur Eröffnung des Stadtbades 1965 die einzige Möglichkeit, auch im Winter zu schwimmen. 1912 nahm die erste Straßenreinigung ihren Betrieb in Koblenz auf. Kurze Zeit nach Ausbruch des Ersten Weltkriegs starb Ortmann. Er wurde in einem Ehrengrab auf dem Hauptfriedhof Koblenz begraben.